# Шикабала
Махумд Абдель Разек Фадллах (араб. محمود عبد الرازق), більш відомий як Шикабала (араб. شيكابالا, нар. 5 березня 1986, Асуан) — єгипетський футболіст, півзахисник клубу «Ар-Раїд».
Виступав, зокрема, за клуб «Замалек», а також національну збірну Єгипту. У складі збірної — володар Кубка африканських націй.

## Клубна кар'єра
Народився 5 березня 1986 року в місті Асуан. Вихованець футбольної школи клубу «Замалек». Дорослу футбольну кар'єру розпочав 2002 року в основній команді того ж клубу, в якій провів три сезони, взявши участь у 23 матчах чемпіонату. У складі «Замалека» Махмуд двічі виграв чемпіонат.
На початку 2005 року перейшов у грецький ПАОК. У команді провів 23 матчі у грецькій Суперлізі, після чого покинув ПАОК через розбіжності з грецьким клубом.
На початку 2007 року повернувся в «Замалек». Цього разу відіграв за каїрську команду наступні шість сезонів своєї ігрової кар'єри і двічі завоював Кубок Єгипту, а 2011 року з 13 голами став найкращим бомбардиром чемпіонату. Також здавався в оренду в еміратський «Аль-Васл».
На початку 2014 року Шикабала підписав контракт з лісабонським «Спортіном». Сума трансферу склала 700 тис. євро, яка була узгоджена лише за 3 хвилини до закриття трансферного вікна. Проте у португальській команді єгиптянин не заграв, 11 травня в матчі проти «Ешторіл-Прая» він дебютував у Сангріш-лізі. Ця гра так і залишилась для нього єдиною у цьому клубі. У вересні 2014 року Шикабала вирушив до Єгипту, щоб грати за свою збірну, з того часу він не повертався до «Спортінга» або до Португалії. Його зарплата була заморожена, а його будинок і машина були конфісковані.
27 серпня 2015 року Шикабала п'ятирічний контракт з «Замалеком», який відразу віддав його в оренду в «Ісмайлі». Оренда закінчилась в кінці 2015 року, і він офіційно повернувся до «Замалека», з яким у першому ж сезоні втретє у кар'єрі виграв Кубок Єгипту.
Влітку 2017 року Шикабала був відданий в оренду в саудівський «Ар-Раїд». Станом на 4 травня 2018 року відіграв за саудівську команду 21 матч в національному чемпіонаті.

## Виступи за збірні
Протягом 2005—2007 років залучався до складу молодіжної збірної Єгипту. У 2005 році у складі збірної до 20 років взяв участь в домашньому молодіжному чемпіонаті світу. Всього на молодіжному рівні зіграв у 10 офіційних матчах, забив 3 голи.
3 червня 2007 року дебютував в офіційних іграх у складі національної збірної Єгипту у відбірковому матчі Кубка африканських націй 2008 року проти збірної Мавританії. 12 червня в товариському матчі проти збірної Кувейту Шикабала забив свій перший гол за національну команду. 
У складі збірної був учасником Кубка африканських націй 2010 року в Анголі, здобувши того року титул континентального чемпіона. На турнірі він був запасним гравцем і зіграв лише в одному матчі проти Мозамбіку. 
Згодом у складі збірної поїхав і на чемпіонат світу 2018 року у Росії.
| Дата       | Місто         | Господарі  | Результат | Гості    | Турнір                                   | Голи | Примітки |
| ---------- | ------------- | ---------- | --------- | -------- | ---------------------------------------- | ---- | -------- |
| 03-06-2007 | Нуакшот       | Мавританія | 1 – 1     | Єгипет   | Відбір до Кубка африканських націй 2008  | -    | 46'      |
| 12-06-2007 | Ель-Кувейт    | Кувейт     | 1 – 1     | Єгипет   | товариський матч                         | 1    |          |
| 01-06-2008 | Каїр          | Єгипет     | 2 – 1     | ДР Конго | Відбір до ЧС 2010                        | -    | 49'      |
| 07-06-2008 | Джибуті       | Джибуті    | 0 – 4     | Єгипет   | Відбір до ЧС 2010                        | -    |          |
| 14-06-2008 | Блантайр      | Малаві     | 1 – 0     | Єгипет   | Відбір до ЧС 2010                        | -    | 77'      |
| 22-06-2008 | Каїр          | Єгипет     | 2 – 0     | Малаві   | Відбір до ЧС 2010                        | -    | 62'      |
| 23-01-2009 | Каїр          | Єгипет     | 1 – 0     | Кенія    | товариський матч                         | -    | 75'      |
| 12-08-2009 | Каїр          | Єгипет     | 3 – 3     | Гвінея   | товариський матч                         | -    | 50'      |
| 29-12-2009 | Каїр          | Єгипет     | 1 – 1     | Малаві   | товариський матч                         | -    | 46'      |
| 04-01-2010 | Дубай (місто) | Єгипет     | 1 – 0     | Малі     | товариський матч                         | -    | 55'      |
| 16-01-2010 | Бенгела       | Єгипет     | 2 – 0     | Мозамбік | Кубок африканських націй 2010 - 1-й етап | -    | 68'      |
| 05-01-2011 | Каїр          | Єгипет     | 5 – 1     | Танзанія | товариський матч                         | -    | 67'      |
| 11-01-2011 | Ісмаїлія      | Єгипет     | 3 – 0     | Бурунді  | товариський матч                         | -    | 51'      |
| 14-01-2011 | Каїр          | Єгипет     | 5 – 1     | Кенія    | товариський матч                         | -    | 72'      |
| 17-01-2011 | Каїр          | Єгипет     | 3 – 1     | Уганда   | товариський матч                         | -    | 69' 22'  |
| 26-03-2011 | Йоганнесбург  | ПАР        | 1 – 0     | Єгипет   | Відбір до Кубка африканських націй 2012  | -    | 86'      |
| 05-06-2011 | Каїр          | Єгипет     | 0 – 0     | ПАР      | Відбір до Кубка африканських націй 2012  | -    | 66'      |
| 14-11-2011 | Доха          | Бразилія   | 2 – 0     | Єгипет   | товариський матч                         | -    | 77'      |
| 29-03-2012 | Омдурман      | Єгипет     | 2 – 1     | Уганда   | товариський матч                         | -    | 79'      |
| 16-10-2012 | Абу-Дабі      | Єгипет     | 0 – 1     | Туніс    | товариський матч                         | -    | 61'      |
| 14-11-2012 | Тбілісі       | Грузія     | 0 – 0     | Єгипет   | товариський матч                         | -    | 66'      |
| 10-09-2013 | Червоне Море  | Єгипет     | 4 – 2     | Гвінея   | Відбір до ЧС 2014                        | -    | 85'      |
| 30-09-2013 | Каїр          | Єгипет     | 2 – 0     | Уганда   | товариський матч                         | -    | 83'      |
| 15-10-2013 | Кумасі        | Гана       | 6 – 1     | Єгипет   | Відбір до ЧС 2014                        | -    | 46'      |
| 14-11-2013 | Каїр          | Єгипет     | 2 – 0     | Замбія   | товариський матч                         | -    | 46'      |
| 19-11-2013 | Каїр          | Єгипет     | 2 – 1     | Гана     | Відбір до ЧС 2014                        | -    | 62'      |
| 10-09-2014 | Каїр          | Єгипет     | 0 – 1     | Туніс    | Відбір до Кубка африканських націй 2015  | -    | 72'      |
| 12-11-2017 | Кейп-Кост     | Гана       | 1 – 1     | Єгипет   | Відбір до ЧС 2018                        | 1    | 65'      |
| 23-03-2018 | Цюрих         | Португалія | 2 – 1     | Єгипет   | товариський матч                         | -    | 79'      |
| 27-03-2018 | Цюрих         | Єгипет     | 0 – 1     | Греція   | товариський матч                         | -    | 79'      |
| 25-05-2018 | Ель-Кувейт    | Кувейт     | 1 – 1     | Єгипет   | товариський матч                         | -    | 46'      |
| 01-06-2018 | Бергамо       | Єгипет     | 0 – 0     | Колумбія | товариський матч                         | -    | 80'      |
| Усього     |               | Матчів     | 32        |          | Голів                                    | 2    |          |

## Титули і досягнення

### Командні
- Чемпіон Єгипту: 2002/03, 2003/04
- Володар Кубка Єгипту: 2002, 2008, 2013, 2016
- Володар Суперкубка КАФ: 2003
- Володар Кубка Португалії: 2014/15
- Володар Кубка африканських націй: 2010

### Особисті
- Найкращий бомбардир чемпіонату Єгипту: 2010/11 (13 голів)